# 基亞索沃區
56°16′37″N 52°54′25″E / 56.277°N 52.907°E
基亞索沃區（俄语：Киясовский район），是俄羅斯的一個區，位於該國西南部，由烏德穆爾特共和國負責管轄，面積821.3平方公里，2010年人口10,305，人口密度每平方公里12.55人。